# Кубок Ірландії з футболу 2008
Кубок Ірландії з футболу 2008 — 88-й розіграш кубкового футбольного турніру в Ірландії. Переможцем всьоме став Богеміан.

## 1/16 фіналу
| Команда 1            | Рахунок | Команда 2         |
| -------------------- | ------- | ----------------- |
| 6 червня 2008        |         |                   |
| Атлон Таун           | 2:1     | Фінн Гарпс        |
| Богеміан             | 3:0     | Дрогеда Таун      |
| Деррі Сіті           | 2:0     | Ліффейс Пірс      |
| Дуглас Холл          | 0:3     | Дрогеда Юнайтед   |
| Голвей Юнайтед       | 1:0     | Вотерфорд Юнайтед |
| Лімерик 37           | 0:2     | Корк Сіті         |
| Монахан Юнайтед      | 0:0     | ЮКД               |
| Шелбурн              | 0:3     | Дандолк           |
| Спортінг Фінгал      | 2:0     | Ков Рамблерс      |
| Сент-Патрікс Атлетік | 2:1     | Лонгфорд Таун     |
| Вексфорд Ютс         | 0:0     | Кіллестер Юнайтед |
| 7 червня 2008        |         |                   |
| Шемрок Роверс        | 2:1     | Слайго Роверз     |
| Сент-Меріс           | 0:1     | Вейсайд Селтік    |
| 8 червня 2008        |         |                   |
| Евертон              | 0:2     | Каррік Юнайтед    |
| Рокмаунт             | 0:3     | Брей Вондерерз    |
| 24 червня 2008       |         |                   |
| Кілдер Каунті        | 3:0     | Фанад Юнайтед     |

Перегравання
| Команда 1         | Рахунок | Команда 2       |
| ----------------- | ------- | --------------- |
| 24 червня 2008    |         |                 |
| ЮКД               | 0:1     | Монахан Юнайтед |
| Кіллестер Юнайтед | 1:2     | Вексфорд Ютс    |

## 1/8 фіналу
| Команда 1      | Рахунок | Команда 2            |
| -------------- | ------- | -------------------- |
| 15 серпня 2008 |         |                      |
| Богеміан       | 1:0     | Дрогеда Юнайтед      |
| Брей Вондерерз | 0:0     | Дандолк              |
| Голвей Юнайтед | 4:1     | Атлон Таун           |
| Шемрок Роверс  | 0:1     | Корк Сіті            |
| 16 серпня 2008 |         |                      |
| Каррік Юнайтед | 1:3     | Спортінг Фінгал      |
| 17 серпня 2008 |         |                      |
| Вейсайд Селтік | 1:0     | Монахан Юнайтед      |
| Вексфорд Ютс   | 1:3     | Сент-Патрікс Атлетік |
| 19 серпня 2008 |         |                      |
| Кілдер Каунті  | 0:6     | Деррі Сіті           |

Перегравання
| Команда 1      | Рахунок | Команда 2      |
| -------------- | ------- | -------------- |
| 18 серпня 2008 |         |                |
| Дандолк        | 1:3     | Брей Вондерерз |

## 1/4 фіналу
| Команда 1       | Рахунок | Команда 2            |
| --------------- | ------- | -------------------- |
| 11 вересня 2008 |         |                      |
| Спортінг Фінгал | 3:3     | Сент-Патрікс Атлетік |
| 12 вересня 2008 |         |                      |
| Голвей Юнайтед  | 1:1     | Брей Вондерерз       |
| 13 вересня 2008 |         |                      |
| Корк Сіті       | 1:1     | Деррі Сіті           |
| 14 вересня 2008 |         |                      |
| Вейсайд Селтік  | 1:6     | Богеміан             |

Перегравання
| Команда 1            | Рахунок      | Команда 2       |
| -------------------- | ------------ | --------------- |
| 16 вересня 2008      |              |                 |
| Брей Вондерерз       | 0:2          | Голвей Юнайтед  |
| 26 вересня 2008      |              |                 |
| Сент-Патрікс Атлетік | 2:0          | Спортінг Фінгал |
| 30 вересня 2008      |              |                 |
| Деррі Сіті           | 0:0 пен. 5:3 | Корк Сіті       |

## 1/2 фіналу
| Команда 1            | Рахунок | Команда 2  |
| -------------------- | ------- | ---------- |
| 24 жовтня 2008       |         |            |
| Сент-Патрікс Атлетік | 1:3     | Богеміан   |
| 26 жовтня 2008       |         |            |
| Голвей Юнайтед       | 0:1     | Деррі Сіті |

## Фінал
| 23 листопада 2008 |

| Богеміан                 | 2:2      | Деррі Сіті      |
| ------------------------ | -------- | --------------- |
| Кроу 64' Бірн 70' (пен.) | Протокол | Морроу 60', 76' |

| РДС, Дублін Глядачів: 10 281 Арбітр: Ентоні Баттімер |

|                                                  |     | Пенальті                          |  |
| Бреннан · О'Доннелл · Діган · Россітер · Калонас | 4:2 | Фаррен · МакХ'юз · Дірі · Хіггінс |  |